# Sălard, Bihor
Sălard este satul de reședință al comunei cu același nume din județul Bihor, Crișana, România.

## Amplasare
Satul este amplasat de-o parte și de alta a râului Barcău, la distanța de 27 km de Oradea.

## Istoric
Localitatea Sălard este așezată pe malul stâng al Barcăului, de mai bine de 1000 de ani. 
Numele l-a primit, probabil, de la un mare conducător de oști (Zalard). 
Între anii 1291-1294 este pomenită ca „Villa Zalard”. 
Pal, fiul lui Ecs, a construit Cetatea Adrian la începutul secolului al XIII-lea. Această cetate a fost, până în secolul al XV-lea, cetatea „nobililor rebeli”. 
Regele Sigismund a donat în anul 1395 Sălardul și Cetatea Adrian familiei nobililor Csaky. Fam. Csaky a construit o biserică și o mănăstire, unde au fost aduși călugări franciscani. Biserica mai există și azi. Pe pereții bisericii (în prezent reformată-calvină) se mai văd încă fresce din secolul al XV-lea. Reforma confesională din 1558 a schimbat starea lucrurilor de până atunci, prin scindarea familiei Csaky în două. Sălardul a devenit localitate protestantă (reformată-calvină). 
După fam. Csaky, în a doua jumătate a secolului al XIX-lea, ajunge în posesia familiei de nobili Csernovits, apoi a familiilor Toth, Barcs, Topercel etc., ale caror moșii au fost împărțite cu ocazia reformei agrare postbelice. 
Localitatea deține din timpuri străvechi dreptul de a organiza pieți și a avut și rang de oraș până în anii 1700. 
În timpul năăalirii otomane (sub Pașa Seldi), majoritatea populației a fost ucisă. Cu toate acestea, în 1665 a avut deja 600 de locuitori. 
La începutul secolului al XX-lea în localitate au existat următoarele confesiuni: reformată-calvină, greco-catolică, romano-catolică, mozaică și baptistă. 
După anul 1918 a crescut numărul ortodocșilor, care până atunci au fost într-un număr mic.

## Obiective turistice
- Ruinele Cetății Adrian (Adorjan) pe malurile râului Barcău.
- Biserica Reformată-Calvină.
- Conacul Bartsch din Sălard

## Date economice
Localitatea este favorizată de apropierea de viitoarea Autostradă Transilvania.

## Imagini

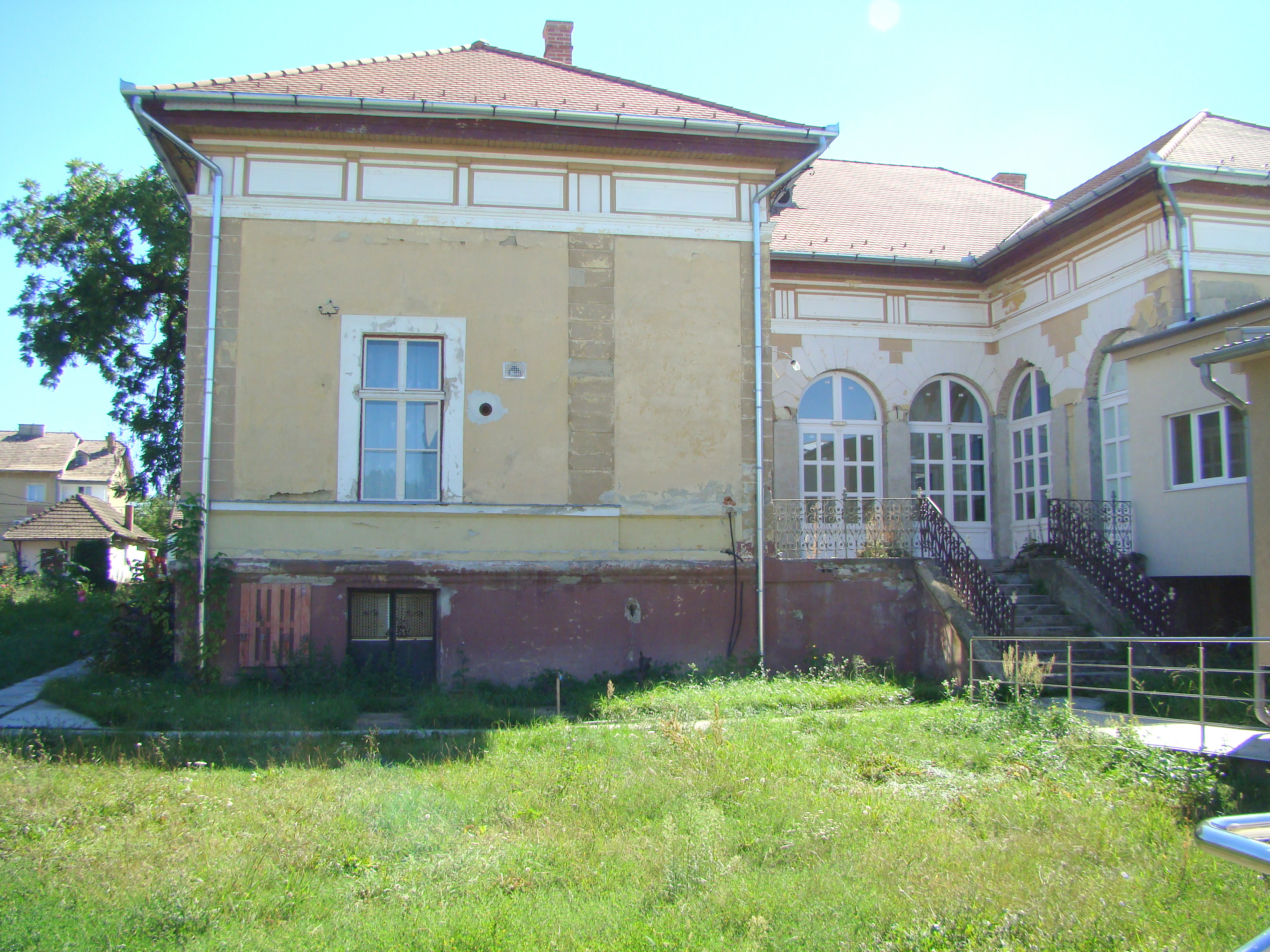
Fost conac, monument istoric, în prezent azil pentru persoane vârstnice
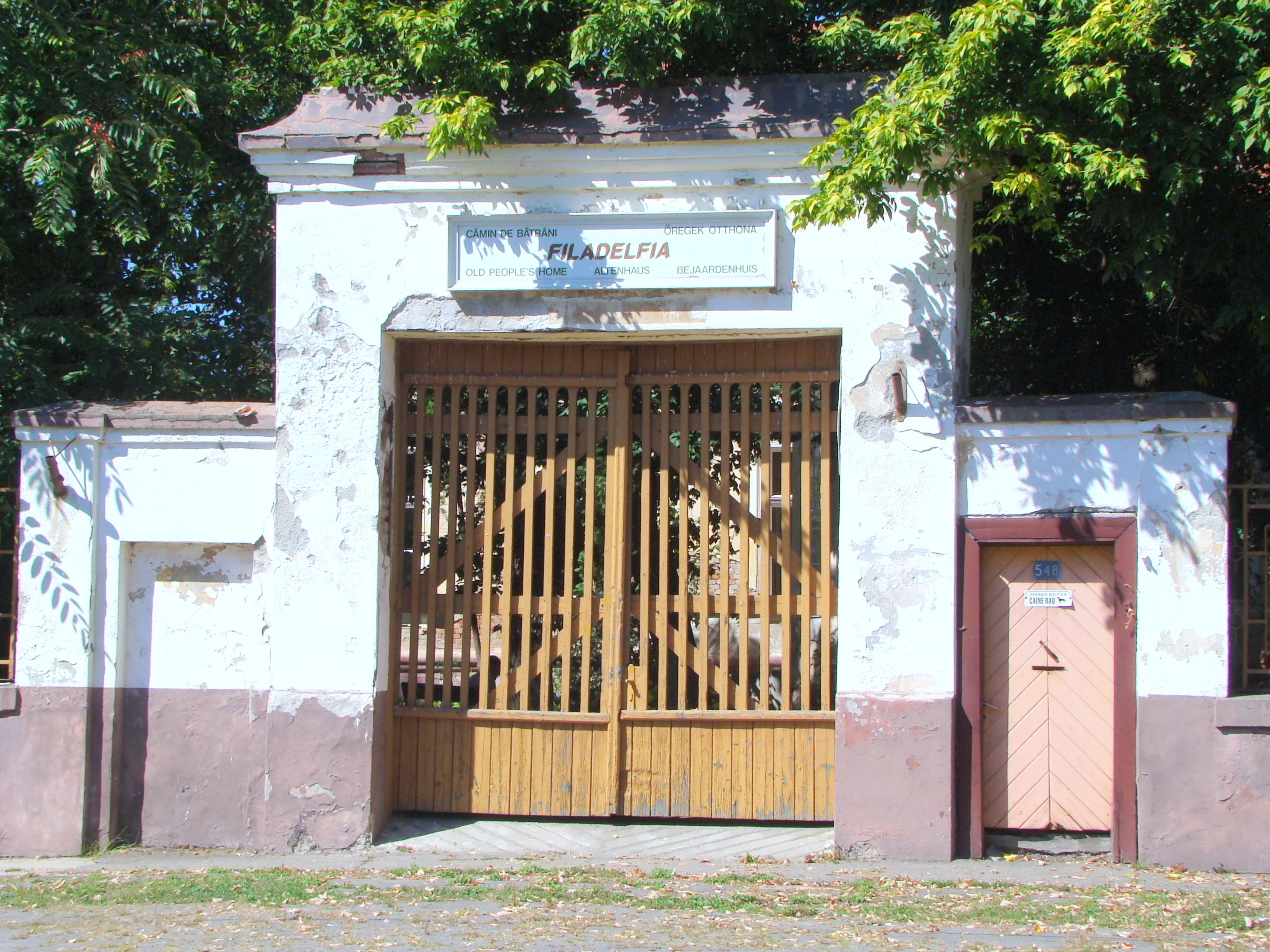
Intrarea în curtea conacului
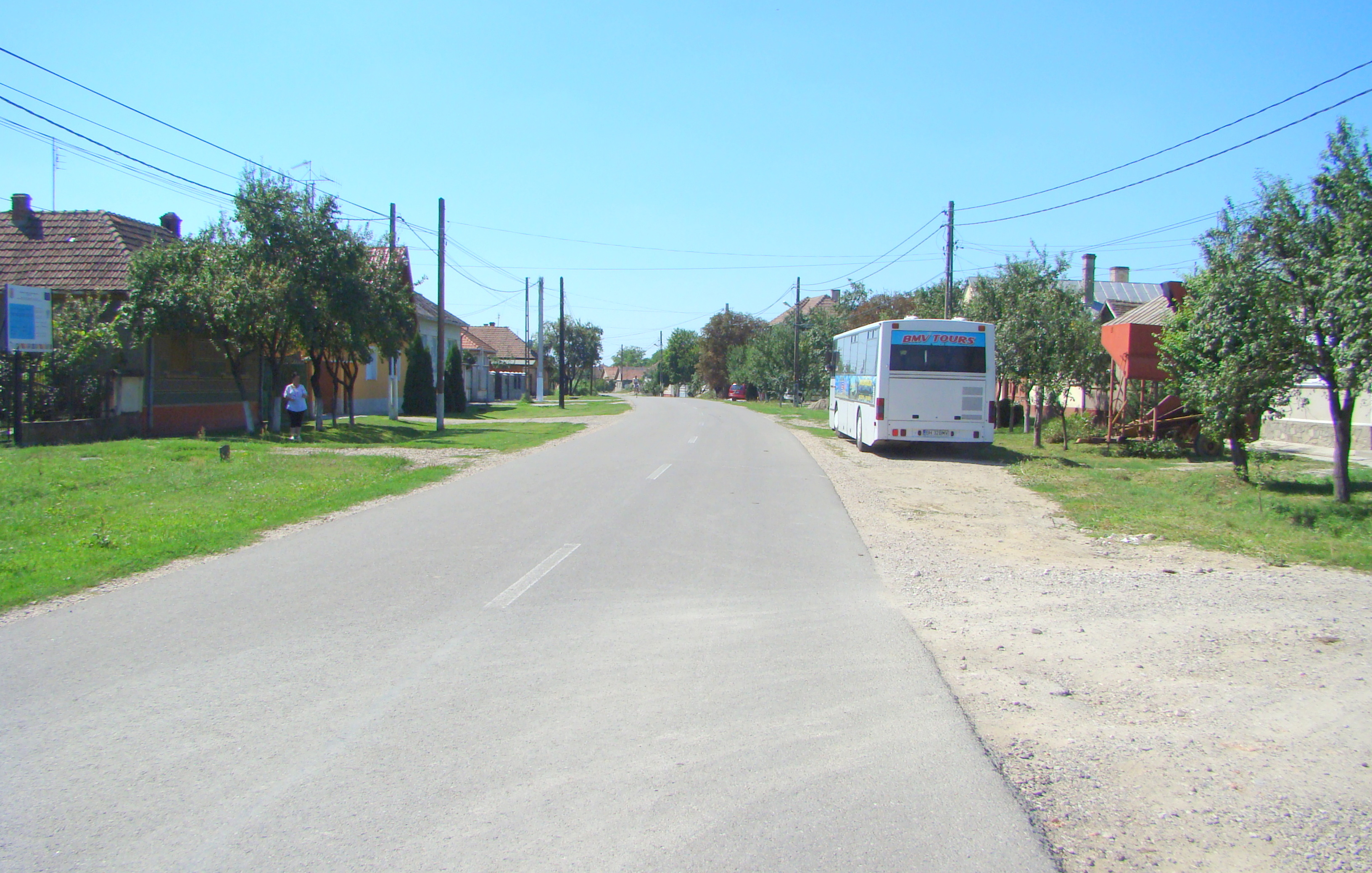
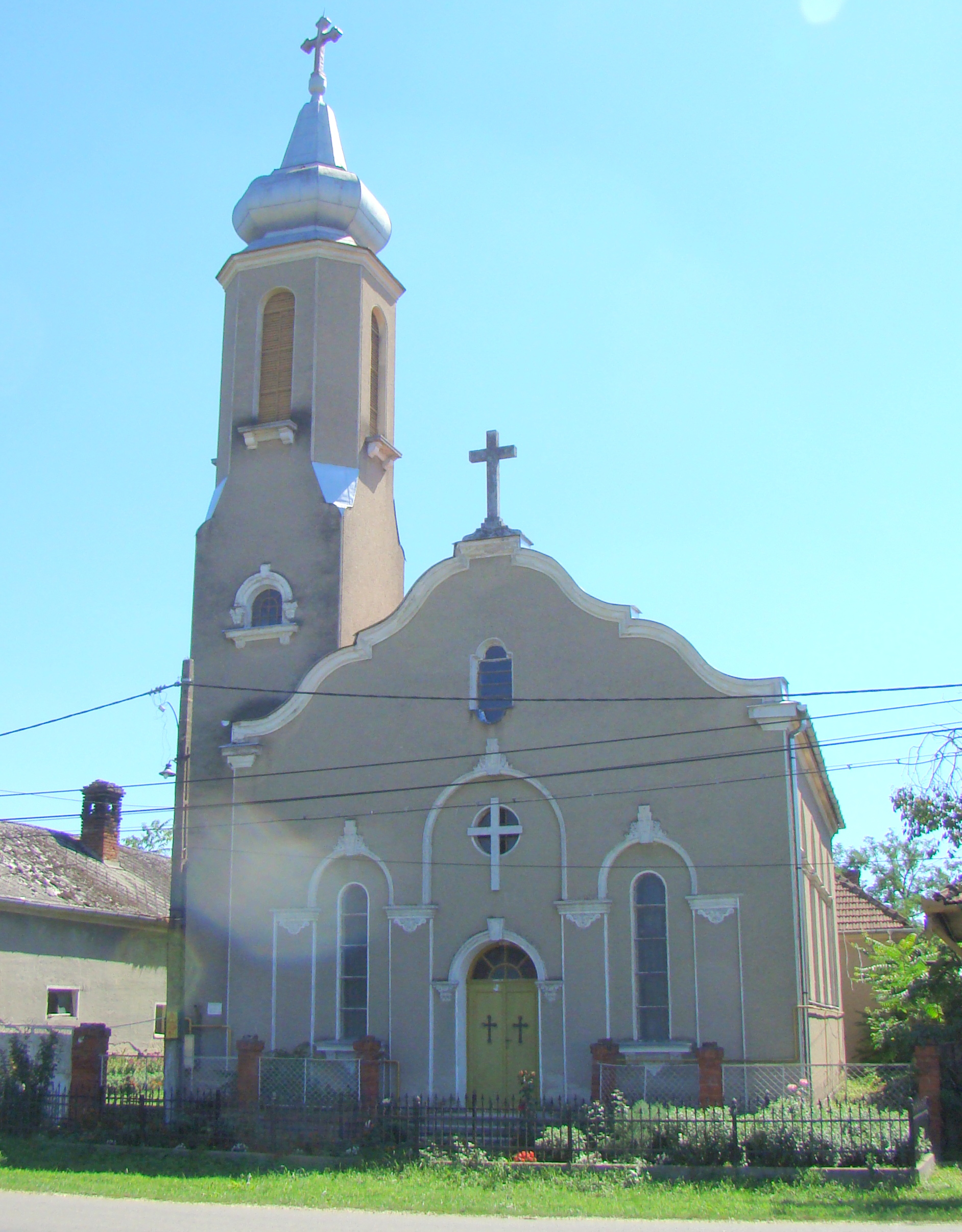
Biserica romano-catolică
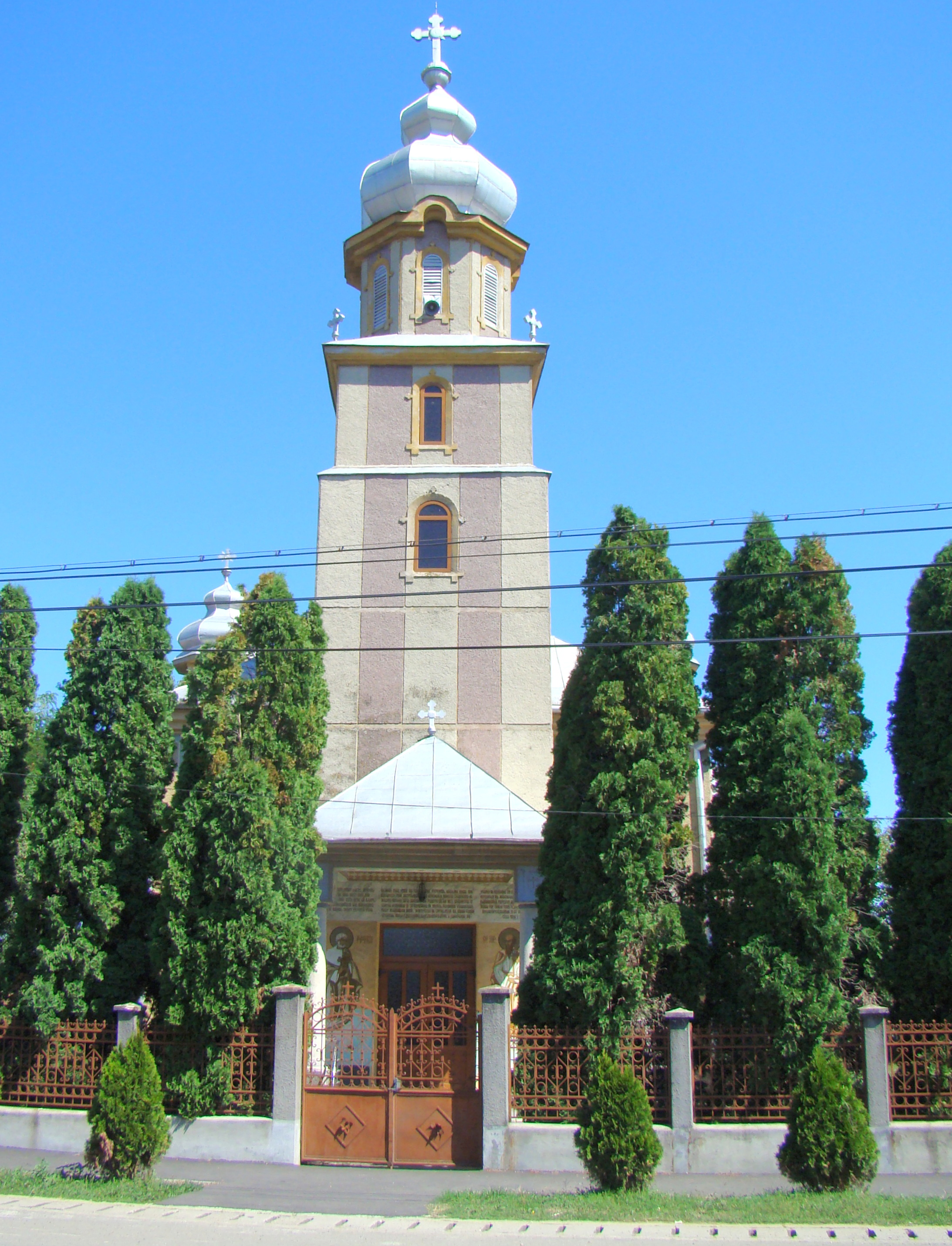
Biserica ortodoxă „Sfântul Ierarh Nicolae”
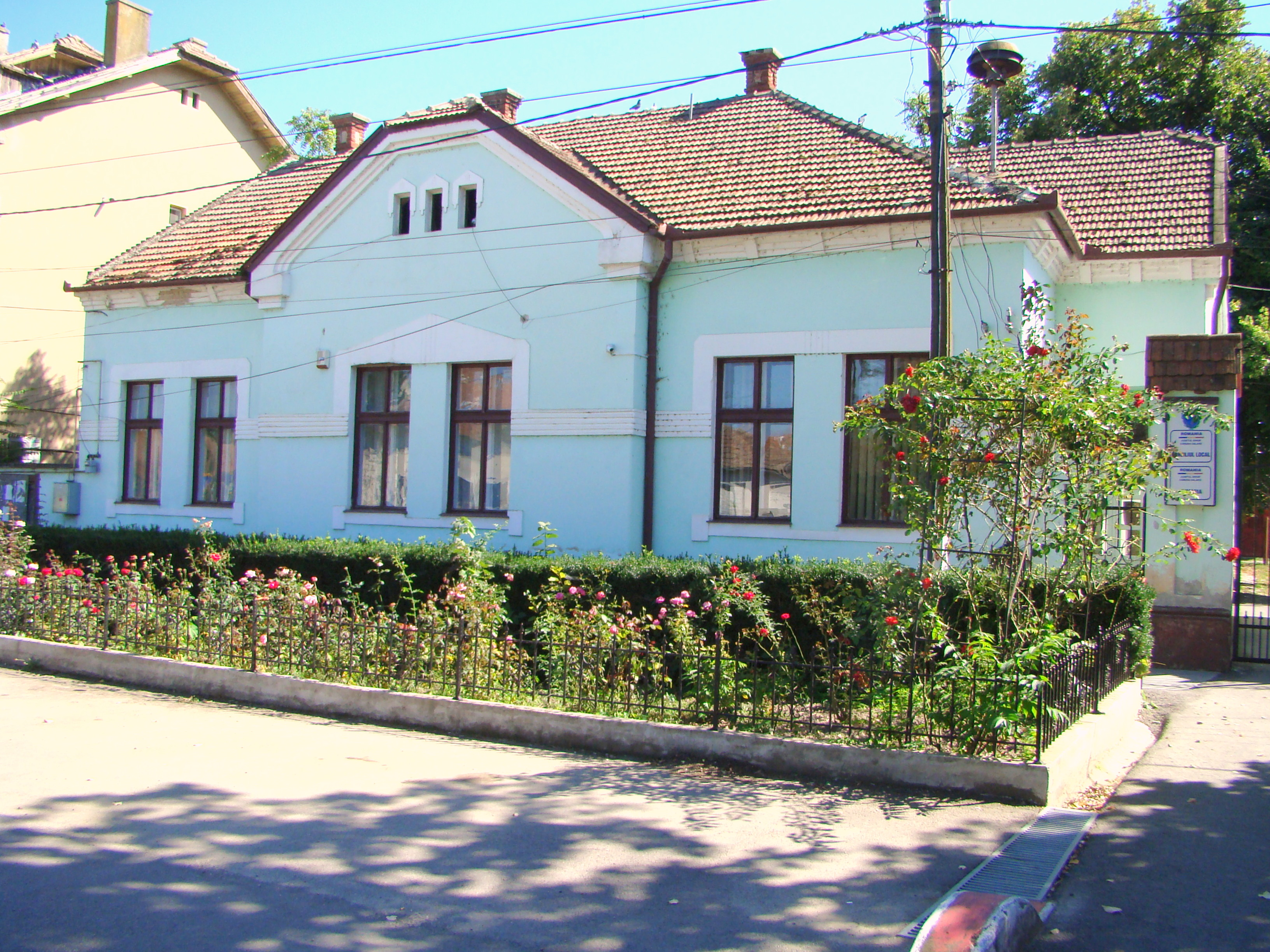
Primăria
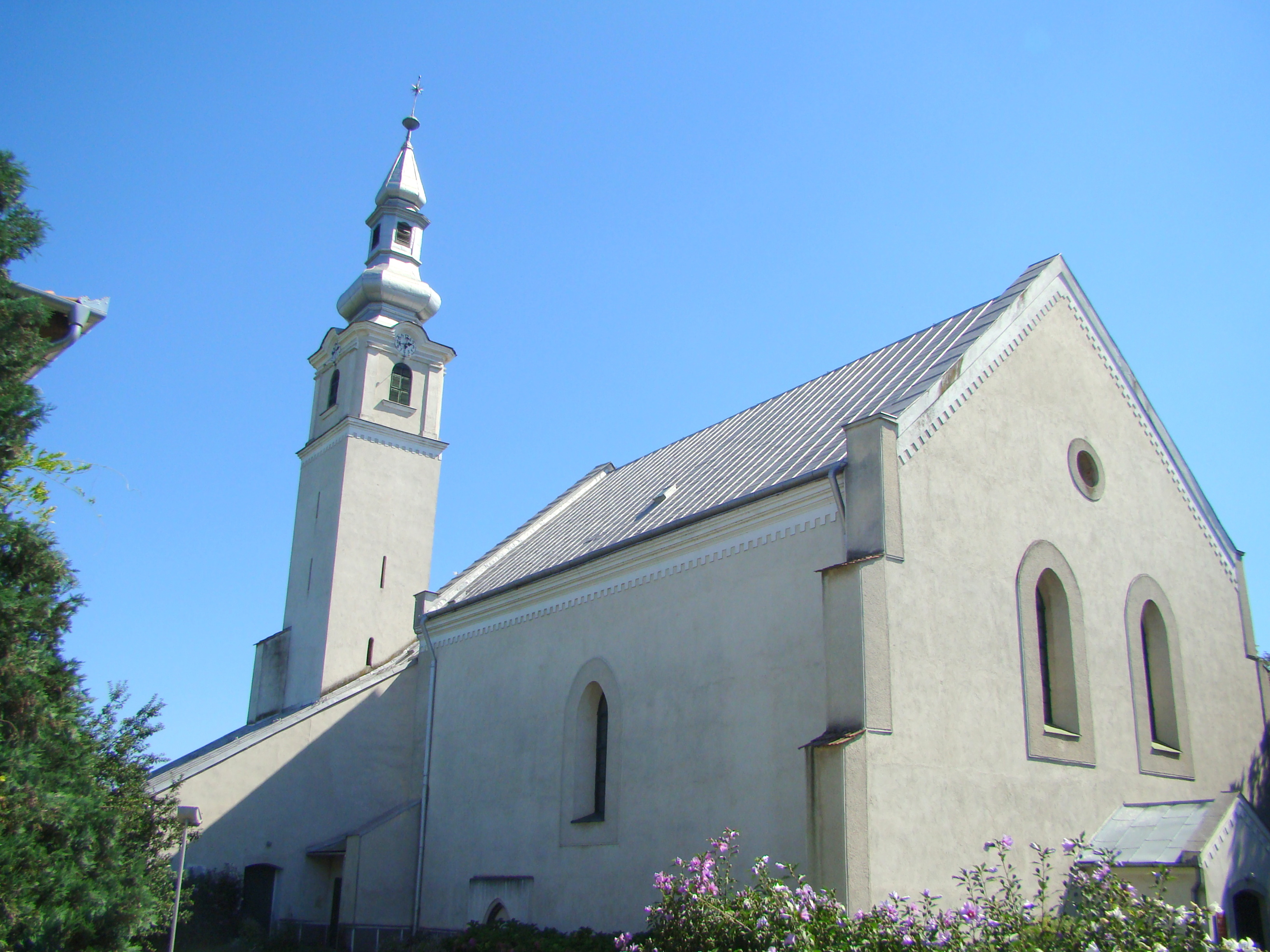
Biserica reformată (monument istoric)
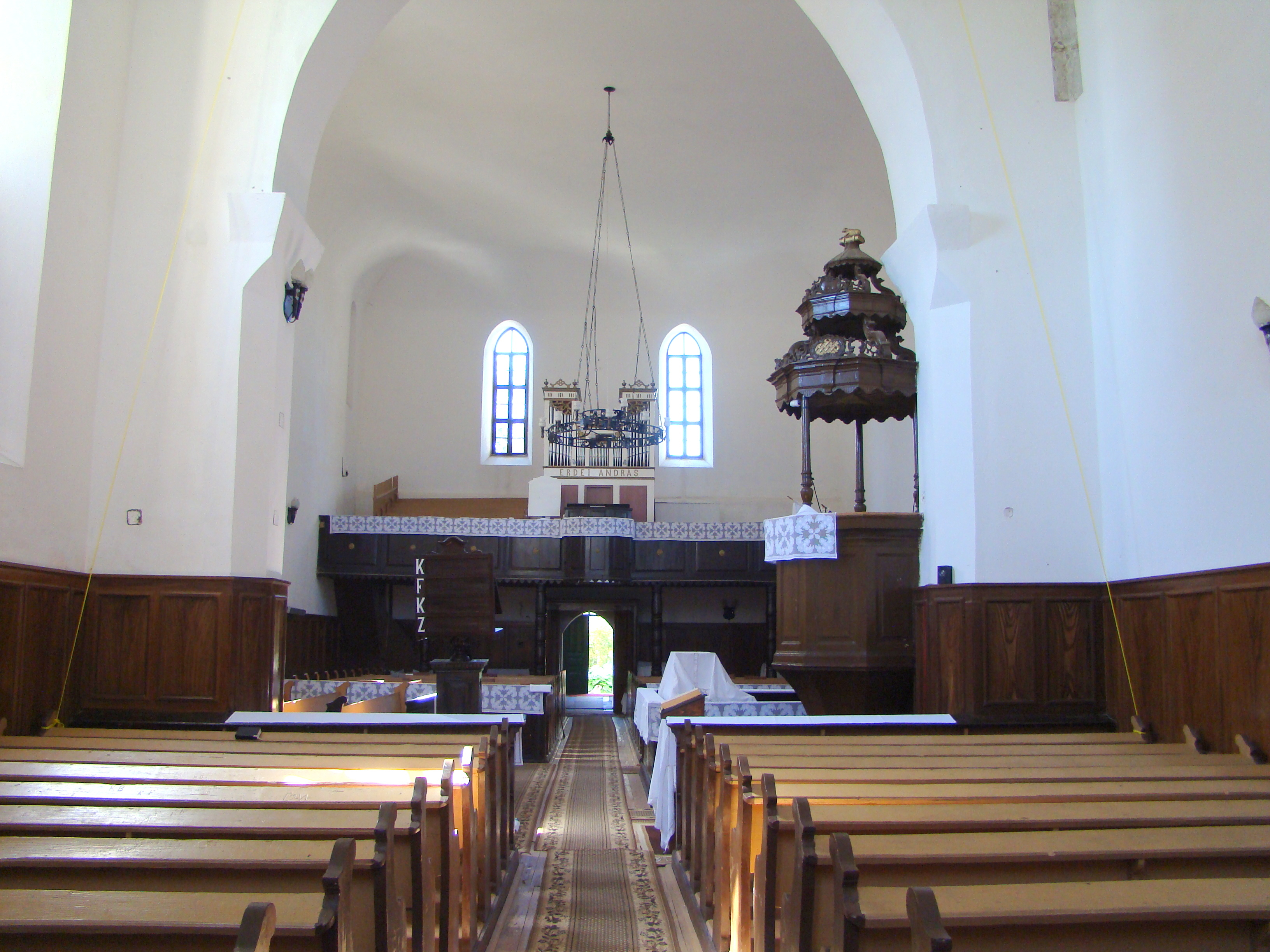
Biserica reformată (interior)